# Municipio de South Randall
El municipio de South Randall (en inglés: South Randall Township) es un municipio ubicado en el condado de Thomas en el estado estadounidense de Kansas. En el año 2010 tenía una población de 236 habitantes y una densidad poblacional de 0,85 personas por km².

## Geografía
El municipio de South Randall se encuentra ubicado en las coordenadas 39°11′55″N 100°50′12″O / 39.19861, -100.83667. Según la Oficina del Censo de los Estados Unidos, el municipio tiene una superficie total de 278.35 km², de la cual 278,22 km² corresponden a tierra firme y (0,04 %) 0,12 km² es agua.

## Demografía
Según el censo de 2010, había 236 personas residiendo en el municipio de South Randall. La densidad de población era de 0,85 hab./km². De los 236 habitantes, el municipio de South Randall estaba compuesto por el 98,31 % blancos, el 1,69 % eran de otras razas. Del total de la población el 2,12 % eran hispanos o latinos de cualquier raza.